# Haus Schönherr
Haus Schönherr liegt in der Eduard-Bilz-Straße 60 im Stadtteil Oberlößnitz der sächsischen Stadt Radebeul. Das mitsamt Einfriedung unter Denkmalschutz stehende Einfamilienwohnhaus wurde 1932 für den Zahnarzt Erich Schönherr durch den Architekten Max Czopka entworfen und gilt als eine der seltenen Städtischen Villen im Stil der Moderne auf Radebeuler Gebiet. Als solche wird das Gebäude im Dehio-Handbuch aufgeführt. Als Haus Schönherr stand das Gebäude bereits zu DDR-Zeiten seit mindestens 1979 unter Denkmalschutz.

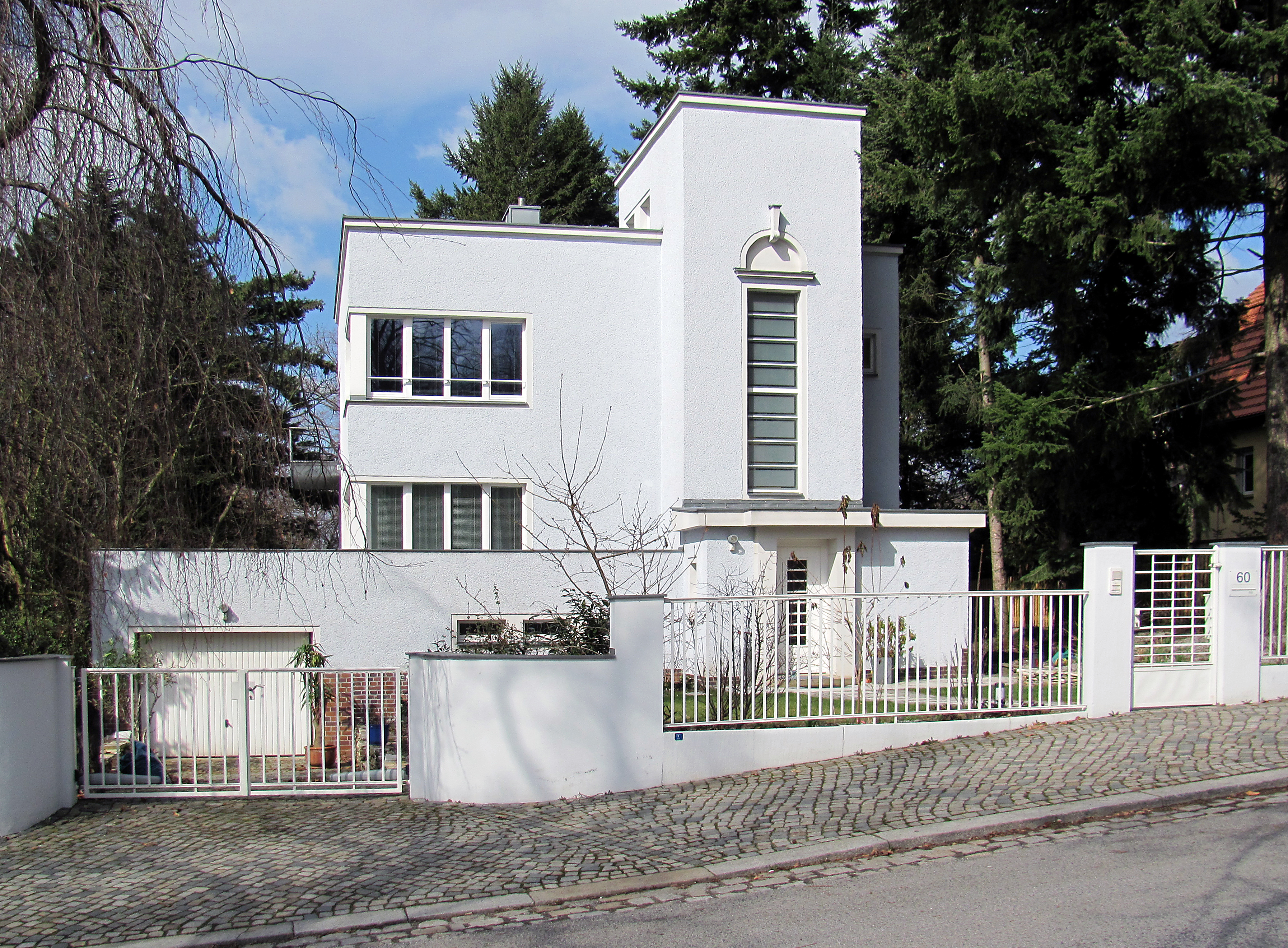
Haus Schönherr, 2013

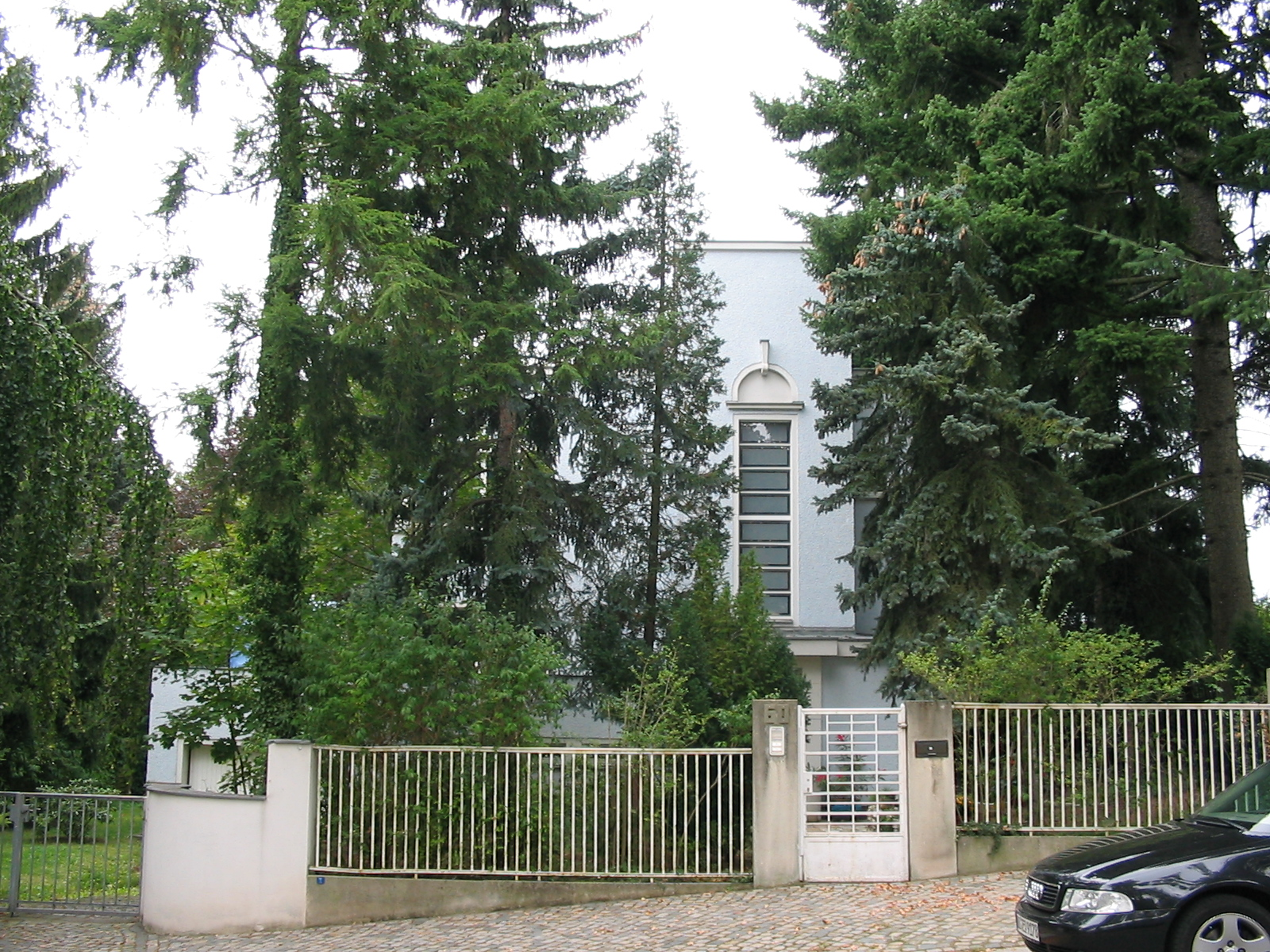
Haus Schönherr, 2009

## Beschreibung
Der zweigeschossige, kubische Putzbau steht auf einem Klinkersockel und hat ein Flachdach obenauf. Wegen der Hanglage nach Süden befindet sich in der linken Gartenansicht ein Souterraingeschoss, unter anderem mit einer Garage darin. Darüber befindet sich eine Terrasse.
Die Fassadengliederung erfolgt durch querrechteckige Fensterbänder, die sich um die Gebäudekante ziehen, sowie durch Betonwerksteine. Auf der linken Seite der Hangansicht befindet sich im Obergeschoss ein Balkon.
Rechts der Mitte steht in der Straßenansicht ein überhöhter Treppenhausturm mit einem Austritt auf das Dach. Dieser Turm wird durch ein vertikales Fensterband mit Blendbogen und Schlussstein betont, das über der durch eine vorstehende Kragplatte bedachten Eingangstür steht.
Haus Schönherr liegt ebenso wie das Nachbarhaus Landhaus Oskar Nitzsche innerhalb des Denkmalschutzgebiets Historische Weinberglandschaft Radebeul.

## Geschichte
Der Zahnarzt Erich Schönherr als Bauherr beantragte im Juli 1931, das von dem Architekten Max Czopka entworfene, moderne Wohnhaus bauen zu dürfen. Dazu schrieb er: „Ich […] beabsichtige, einen Zweckmäßigkeitsbau mit flachem Dach, möglichst großen Fensterflächen und viel Terrassen mit Fernblick zu errichten. Da ich auf die Ausführung des Baues in der aus den Plänen ersichtlichen Weise ganz besonderen wert lege, bin ich nach langem suchen auf die fragliche Parzelle zugekommen.“
Nachdem die Gemeinde Oberlößnitz den Bauantrag ohne Beanstandung weitergereicht hatte, erhielt Schönherr vom Baupolizeiamt der Amtshauptmannschaft Dresden folgenden abschlägigen Bescheid mit der Aufforderung zur Umarbeitung: „Die am 6. Juli ds. Js. eingereichte Planung […] dicht neben dem als hervorragenden Lößnitzbau bekannten Haus Sorgenfrei ist vom Landesverein Sächsischer Heimatschutz als eine vollkommene Unmöglichkeit bezeichnet worden. Die erbetene Genehmigung hat keine Aussicht auf Erfolg, da durch den Bau ein hervorragendes Baudenkmal und die gesamte als vorbildlich bekannte Bebauung der Lößnitz in heftigster Weise verdorben wird. Es liegen durchaus keine wirtschaftlichen und technischen Notwendigkeiten vor, in derartig städtebaulich wichtiger Umgebung mit Formen zu arbeiten, die aus dem Formenschatz neuerer großer Werkanlagen entnommen und zudem mißverstanden übernommen worden sind.“ Auch die lokale Presse zeigt heftigen Widerstand gegen das Bauvorhaben.
Die Beschwerde Schönherrs bei der übergeordneten Kreishauptmannschaft Dresden wegen der Verwendung des „Verunstaltungsparagrafen“ hatte Erfolg, sodass am 15. Oktober 1931 die Baugenehmigung erteilt werden konnte. Lediglich ein Gesims musste dazu stärker herausgearbeitet und der Verzicht auf den Anstrich mit weißer Fassadenfarbe erklärt werden. Das durch die Baufirma Hörnig & Barth realisierte Gebäude konnte ab Ende Mai 1932 bezogen werden.